# Подгорное (Никопольский район)
Подгорное (укр. Підгірне) — село,
Кировский сельский совет,
Никопольский район,
Днепропетровская область,
Украина.
Код КОАТУУ — 1222982206. Население по переписи 2001 года составляло 13 человек.

## Географическое положение
Село Подгорное находится на левом берегу реки Соленая,
выше по течению на расстоянии в 2,5 км расположено село Бекетовка,
ниже по течению на расстоянии в 1,5 км расположено село Чистополь.